# Stenhelia normani
Stenhelia normani är en kräftdjursart som först beskrevs av T. Scott 1905.  Stenhelia normani ingår i släktet Stenhelia och familjen Diosaccidae.

## Underarter
Arten delas in i följande underarter:
- S. n. acutirostris
- S. n. normani
- S. n. polluta